# 中小建設業特別教育協会
中小建設業特別教育協会（ちゅうしょうけんせつぎょうとくべつきょういくきょうかい）は、労働安全衛生法に基づく特別教育や安全衛生教育を実施する一般財団法人である。2008年（平成20年）に設立。

## 概要
【東京労働局登録教習機関登録講習】
足場の組立て等作業主任者技能講習　
登録番号：安第298号
登録年月日：平成26年9月16日
登録有効期間満了日：令和6年9月15日

【東京労働局登録安全衛生推進者等養成講習機関登録講習】
安全衛生推進者養成講習
登録番号：推第25号
衛生推進者養成講習
登録番号：推第25号
登録更新年月日：平成27年10月14日
登録有効期間満了日：令和2年10月13日※令和2年10月13日廃止。

【東京労働局指定講習】
車両系建設機械（解体用）運転技能特例講習（第1種）
車両系建設機械（解体用）運転技能特例講習（第3種）
車両系建設機械（解体用）運転技能特例講習（第4種）
指定番号：解体特例第6号
指定年月日：平成25年9月2日
※特例のため、平成27年6月30日講習終了